# Новоканово
Новоканово — упразднённый хутор в Советском районе Ставропольского края. Располагался в юго-восточной части края, в левобережье канала Ударник, в 2 км к югу от населённого пункта Ровный.

## История
Лютеранское село Ней-Кана (нем. Neu-Kana) основано в 1907 году:44 переселенцами из немецкой колонии Каново:52. В административном отношении входило в состав Моздокского отдела Терской области. Принадлежало к лютеранскому приходу города Пятигорска. В соответствии со списком населённых мест на 1914 год, в посёлке Ней-кана было 25 дворов, одноклассное училище и кредитное товарищество. Общая площадь земельного надела посёлка составляла 1200 десятин; общее число жителей — 167 человек (78 мужчин, 89 женщин), из которых коренных — 82, «пришлых» — 85; коренное население — немцы, евангелическо-лютеранского вероисповедания:52—53.
По данным энциклопедического словаря «Немцы России» (2006), село Ней-Кана входило в Эйгенгеймскую волость с центром в селе Эйгенгейм.
7 августа 1915 года колония Нейкана переименована в посёлок Новокановский.
В 1924 году включено в Степновский район Терского округа Северо-Кавказского края. Упоминается в списке населённых мест на 1925 год как колония Каново в составе Соломенского сельсовета Степновского района. В указанном году в колонии насчитывалось 42 двора, 201 житель (92 мужчины, 109 женщин), 3 колодца; действовала начальная школа:364—365. В списке на 1926 год — колония Ново-Каново в составе Эйгенгеймского сельсовета Степновского района. Согласно тому же источнику, в Ново-Каново было 43 двора с 233 жителями (109 мужчин, 124 женщины), из которых 229 — немцы (98 %):326.
В 1929—1932 годах Ново-Каново входило в Прохладненский район Северо-Кавказского края, с 1932 — в Моздокский. В дальнейшем числилось в составе Советского района Орджоникидзевского (с 1943 — Ставропольского) края.
Во время Великой Отечественной войны немецкие жители Ново-Каново были депортированы в Казахскую ССР, Коми АССР и др.. С августа 1942 года населённый пункт находился в оккупации. Освобождён 6 января 1943 года.
На карте Генштаба Красной армии, составленной в 1942 году, обозначен как населённый пункт Ново-Каново с 72 дворами; на карте 1985 года подписан как Новоканово, с указанием населения в количестве около 40 человек.
Решением Ставропольского краевого совета от 13 мая 1964 года № 354 хутор Новоканово исключён из учётных данных.